# Staatsstraße 8 (Finnland)
|  |
|  |

Die finnische Staatsstraße 8 (finn. Valtatie 8, schwed. Riksväg 8) führt von Turku (schwed.: Åbo) in nördlicher bis nordöstlicher Richtung etwa parallel zum Ostufer des Bottnischen Meerbusens nach Liminka rund 25 Kilometer südlich von Oulu, wo sie auf die Staatsstraße 4 trifft und an dieser endet. Die Straße ist 626 Kilometer lang und bildet den südlichen finnischen Teilabschnitt der Europastraße 8, die nach Tromsø in Norwegen führt. Nördlich von Turku und bei Vaasa sind kurze Abschnitte autobahnmäßig ausgebaut.

## Streckenverlauf
Die Staatsstraße 8 berührt die Orte Nousiainen, Rauma, Pori, Vaasa (schwed.: Vasa), Kokkola (schwed.: Karleby) und Raahe.

## Weblinks

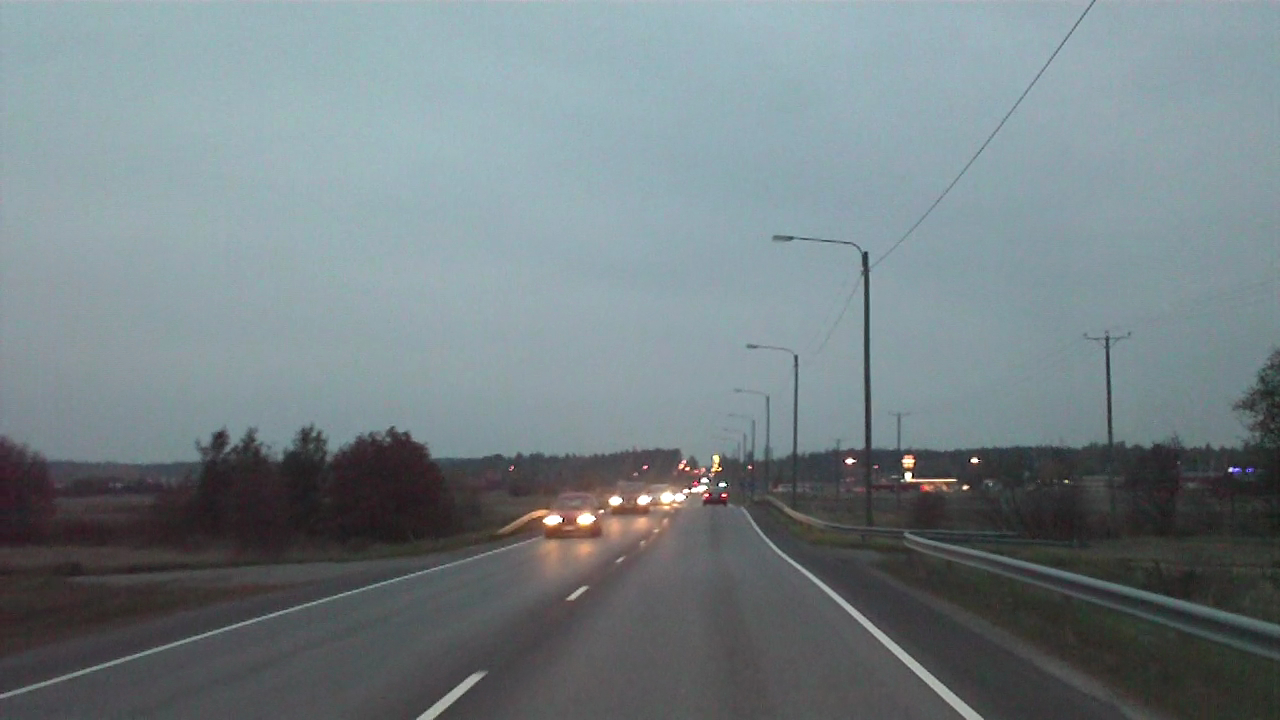
Die Staatsstraße 8 in Nousiainen (2010)